# Arenaria peyritschii
Arenaria peyritschii är en nejlikväxtart som beskrevs av Paul Rohrbach. 
Arenaria peyritschii ingår i släktet narvar och familjen nejlikväxter. Inga underarter finns listade i Catalogue of Life.